# عبدک زهی
عبدک زهی، روستایی در دهستان پلان بخش پلان شهرستان چابهار در استان سیستان و بلوچستان ایران است.

## جمعیت
بر پایه سرشماری عمومی نفوس و مسکن در سال ۱۳۹۵، جمعیت این روستا برابر با ۶۶۸ نفر (۱۵۷ خانوار) بوده و بر اساس اعلام سامانه سیب جمیعیت این روستا در سال ۱۴۰۱  ۸۲۰  نفر و (۱۸۲خانوار) میرسد.